# Chim hồng y giáo chủ
Chim hồng y giáo chủ hay chim hồng y, chim giáo chủ  sở hữu bộ lông đỏ rực rỡ và có cái chóp như chiếc mũ ở trên đầu. Đây là loài chim có kích thước nhỏ, dài khoảng 21 cm – 23 cm. Chào mào lửa là loài chim có sự phân biệt giữa con đực với con cái bởi màu sắc lông trắng và đỏ đặc trưng. Những con chim hồng y giáo chủ đực có phần lông trên mặt giống như chiếc mặt nạ màu đen, còn các con có cái màu xám. Ngoài ra, chim hồng y giáo chủ đực có tính chiếm lãnh thổ, đánh dấu ra khỏi lãnh thổ của mình bằng giọng hót hay . Ở Việt Nam, loài chim đẹp lộng lẫy này thường được nhiều người ưa chuộng , lùng mua để làm quà biếu Tết bởi bộ lông màu đỏ rực tượng trưng cho may mắn năm mới.Chim hồng y giáo chủ phân bố ở miền nam Canada, qua phía đông Hoa Kỳ từ Maine đến Texas và phía Nam đến Mexico..Chim hồng y giáo chủ sinh sống trong rừng cây, vườn hoa, cây bụi, và đầm lầy. Thức ăn của chim hồng y giáo chủ là các loại hạt, trái cây và côn trùng. Ở Mỹ, chim hồng y giáo chủ đã bị cấm nuôi theo Đạo luật hiệp ước chim di cư năm 1918.